# Badstuga (målning)
Badstuga är en oljemålning av den finländske konstnären Akseli Gallen-Kallela från 1889. Den är utställd på Ateneum i Helsingfors.
Målningen är utförd i Keuru i Mellersta Finland. Gallen-Kallela och hans konstnärsvän Louis Sparre var inneboende i torpet Ekola hos den familj som avporträtteras i målningen. Vistelsen slutade dock i osämja med Ekola-borna och Gallen-Kallela avbröt arbetet med målningen Badstuga som han betraktade som oavslutad.